# Jessie James Decker
Pour les articles homonymes, voir James et Decker.
Ne doit pas être confondu avec Jesse James ou Jessie J.
Jessica Rose « Jessie » James Decker (née le 12 avril 1988 à Vicence, en Italie) est une autrice-compositrice-interprète et  personnalité de la téléréalité américaine. Après avoir été rejetée par de nombreuses maisons de disques à Nashville, au Tennessee, Jessie a commencé à travailler avec la maison de disques Big Yellow Dog Music, dès l'âge de 15 ans. Une de ses chansons a attiré l'attention de la maison de disques, Mercury Records, qui lui a alors proposé un contrat. En 2009, à l'âge de 21 ans, elle a sorti son premier album - intitulé Jessie James. Depuis 2013, elle a sa propre émission de téléréalité avec son époux, Eric Decker : Eric & Jessie: Game On.

## Biographie
Née à Vicence, en Italie, Jessie James Decker a commencé à chanter dès l'âge de deux ans et a gagné son premier concours de chant en Louisiane à l'âge de neuf ans. Dès l'âge de douze ans, elle a commencé à écrire des chansons puis, à quinze ans, elle est partie à Nashville afin de perfectionner ses chansons. À dix-sept ans, elle a signé un contrat avec la maison de disques, Show Dog-Universal Music, mais ce n'est qu'en 2009, à vingt-et-un ans, qu'elle sort son premier album - intitulé Jessie James. Alors qu'elle devait sortir son deuxième album en 2010, sa maison de disques Mercury Records a annulé sa sortie. En avril 2014, elle a sorti son premier EP, intitulé Comin' Home.
Depuis 2013, elle a sa propre émission de téléréalité avec son époux, Eric Decker : Eric & Jessie: Game On.
Depuis mars 2011, Jessie est la compagne du joueur de football américain, Eric Decker. Après s'être fiancés en mars 2012, ils se sont mariés le 22 juin 2013. Le 18 mars 2014, elle a donné naissance à leur premier enfant, une fille prénommée Vivianne Rose Decker. Le 2 mars 2015, Jessie a annoncé sur Instagram qu'ils attendent leur deuxième enfant. En avril 2015, Jessie a annoncé qu'ils attendaient un garçon pour septembre 2015. Le 3 septembre 2015, elle a donné naissance à leur deuxième enfant, un fils nommé Eric Thomas Decker II. Leur troisième enfant, prénommé Forrest Bradley Decker est né le 31 mars 2018.

## Discographie
- 2009 : Jessie James
- 2014 : Comin' Home
- 2018 : Southern Girl City Lights
- 2018 : On This Holiday